# Kladdkaka
 (juin 2019).
Si vous disposez d'ouvrages ou d'articles de référence ou si vous connaissez des sites web de qualité traitant du thème abordé ici, merci de compléter l'article en donnant les références utiles à sa vérifiabilité et en les liant à la section « Notes et références ».
Un kladdkaka est un type de gâteau suédois.

## Description
Ce gâteau au chocolat collant et dense ressemble à un brownie et possède un centre moelleux et gluant. On le mange parfois avec de la crème fouettée ou de la glace à la vanille et des framboises.

## Histoire
L'origine du kladdkaka est incertaine mais il a peut-être été inspiré par le brownie ou une recette de gâteau au chocolat française. Il aurait été créé au cours de la Seconde Guerre mondiale alors que le bicarbonate de soude était difficile à se procurer en Suède mais il a peut-être été inventé en 1968.